# Liste der Kulturdenkmale in Benndorf (Frohburg)

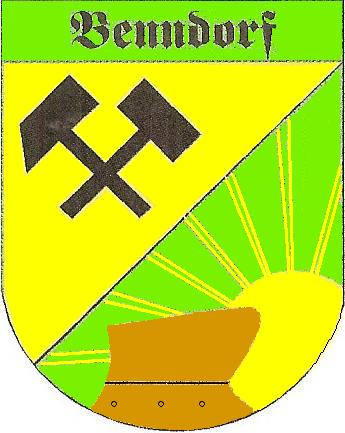
Wappen von Benndorf

In der Liste der Kulturdenkmale in Benndorf sind die Kulturdenkmale des Frohburger Ortsteils Benndorf verzeichnet, die bis Mai 2024 vom Landesamt für Denkmalpflege Sachsen erfasst wurden (ohne archäologische Kulturdenkmale). Die Anmerkungen sind zu beachten.
Diese Aufzählung ist eine Teilmenge der Liste der Kulturdenkmale in Frohburg.

## Benndorf
| Bild                                    | Bezeichnung | Lage                                                                    | Datierung                                                                                       | Beschreibung | ID       |
| --------------------------------------- | --- | ----------------------------------------------------------------------- | ----------------------------------------------------------------------------------------------- | --- | -------- |
| Direkt Bild zu diesem Denkmal hochladen | Wohnstallhaus eines Dreiseithofes | An der Gärtnerei 2 (Karte)                                              | Bezeichnet mit 1890                                                                             | Stattliches Wohnstallhaus in erhöhter Lage ortsbildprägend, gründerzeitlich-spätklassizistische Fassade. Wohnstallhaus mit Inschrift an der Giebelseite „Erbauet 1890“. Hofseite mit Porphyrtuffrahmung, zwei Eingänge mit Bedachung. Übrige Gebäude des Dreiseithofes (Hofanlage mit An der Gärtnerei 4) verändert. | 08971356 |
|                                         | Ehemalige Mühle Benndorf | An der Kantine 6 (Karte)                                                | Um 1692 (Mühle); Neuaufbau um 1927 (Mühle)                                                      | Wassermühle an einem heute verlandeten Mühlgraben angelegt, keine technische Ausstattung vorhanden, Renaissancegebäude mit steilem Satteldach, an der Hofseite Wappen, darunter Sitznischenportal begründen baugeschichtliche Bedeutung, in der landwirtschaftlich geprägten Region war die Mühle von ortsgeschichtlicher Bedeutung, heute Wohnhaus. Eingeschossig, hohes steiles ausgebautes Satteldach, Fenster mit Sandsteingewänden, Wappen mit Bandelwerk und Rosetten. Portal ebenso. Wappen signiert mit „I.D.H.T.“ – Rest unleserlich, datiert 1692 vermutlich. Nach Brand um 1927 wiederaufgebaut, Erdgeschoss in Bruchsteinmauerwerk, vermutlich alt. Mahlwerk und Mühlrad entfernt, ehemaliger Mühlgraben verlandet. | 08971353 |
| Direkt Bild zu diesem Denkmal hochladen | Häuslerhaus | An der Schmiede 2 (Karte)                                               | Mitte 19. Jahrhundert                                                                           | Sozialgeschichtlich von Bedeutung, mit Fachwerk-Obergeschoss, ortsbildprägend im Dorfzentrum neben Kirche und Schule. Giebel verputzt, Fenster des Erdgeschosses mit Porphyrtuffrahmung. | 08971338 |
| Direkt Bild zu diesem Denkmal hochladen | Wohnstallhaus und Seitengebäude eines ehemaligen Vierseithofes | An der Schmiede 11 (Karte)                                              | 2. Hälfte 19. Jahrhundert                                                                       | Stattliche und ortsbildprägende Hofanlage, Seitengebäude Obergeschoss Fachwerk, baugeschichtlich von Bedeutung. - Wohnstallhaus: Mit dreiachsigem Giebel zur Straße, verputzt, im Erdgeschoss Bruchstein, im Obergeschoss Ziegel, Porphyrsims, Zwillingsfenster im Giebel, darüber Ochsenauge. Vor dem Giebel Ziergarten. - Scheune/Seitengebäude: mit Fachwerk-Obergeschoss, um 1900 | 08971339 |
| Direkt Bild zu diesem Denkmal hochladen | Seitengebäude eines Bauernhofes | Auf der Insel 20 (Karte)                                                | Um 1840                                                                                         | Bau- und wirtschaftsgeschichtlich von Bedeutung, mit Fachwerk-Obergeschoss | 08971354 |
| Weitere Bilder                          | Dorfkirche Benndorf (Sachgesamtheit) | Bubendorfer Straße (Karte)                                              | Um 1500                                                                                         | Sachgesamtheit Dorfkirche Benndorf, mit den Einzeldenkmalen: Kirche, Kirchhofsmauer mit Doppelportal sowie Grabmal von Einsiedel und Grabplatte von Pöllnitz (08971336) sowie dem Kirchhof als Sachgesamtheitsteil; baugeschichtlich, ortsgeschichtlich und ortsbildprägend von Bedeutung, gotischer Kirchenbau, Doppelportal in der Kirchhofsmauer als spätgotisches Sitznischenportal. - Kirche: Kirchhofseingang mit zwei rundbogigen Portalen aus Porphyrtuff, der große Bogen mit Sitznische, beide Bögen mit Stabgewände, in der Eingangsmauer Inschrifttafel „1590“, darüber „1706 repariert“, rechts Steinmetzzeichen darüber „Erneuert 1983“, in der Mitte abgeschlagenes Wappen. In der Mauer neben dem Kirchhofseingang klassizistisches Wandgrabmal der Familie von Einsiedel. Über dem Gebälk Dreiecksgiebel, darin Rankenstuck, auf der Spitze und an den Seiten Akroterien, Tafel der Familie Einsiedel danebenstehend. Vor der südlichen Eingangsvorhalle (neogotische Holztür) große Grabplatte für Ludwig Karl von Pöllnitz (1737–1807). - An der Nordwand des Kirchenschiffes Denkmal für die Gefallenen des Ersten Weltkrieges: aufgerichtete Porphyrtuffstele mit Inschrift und Schwert. | 09303018 |
| Weitere Bilder                          | Kirche mit Ausstattung, Kirchhofsmauer mit Doppelportal sowie Grabmal von Einsiedel und Grabplatte von Pöllnitz (Einzeldenkmale der Sachgesamtheit 09303018)                                                                                             | Bubendorfer Straße (Karte)                                              | Um 1500 (Kirche); 1506 (Altar); 1863 (Orgel); 1902 (Gesprenge); 1902 (Gesprenge)                | Einzeldenkmale der Sachgesamtheit Dorfkirche Benndorf; baugeschichtlich, ortsgeschichtlich und ortsbildprägend von Bedeutung, gotischer Kirchenbau, Doppelportal in der Kirchhofsmauer als spätgotisches Sitznischenportal. Kirchhofseingang mit zwei rundbogigen Portalen aus Porphyrtuff, der große Bogen mit Sitznische, beide Bögen mit Stabgewände, in der Eingangsmauer Inschrifttafel „1590“, darüber „1706 repariert“, rechts Steinmetzzeichen darüber „Erneuert 1983“, in der Mitte abgeschlagenes Wappen. In der Mauer neben dem Kirchhofseingang klassizistisches Wandgrabmal der Familie von Einsiedel. Über dem Gebälk Dreiecksgiebel, darin Rankenstuck, auf der Spitze und an den Seiten Akroterien, Tafel der Familie Einsiedel danebenstehend. Vor der südlichen Eingangsvorhalle (neogotische Holztür) große Grabplatte für Ludwig Karl von Pöllnitz (1737–1807). An der Nordwand des Kirchenschiffes Denkmal für die Gefallenen des Ersten Weltkrieges: aufgerichtete Porphyrtuffstele mit Inschrift und Schwert. | 08971336 |
|                                         | Gasthof Benndorf | Eschefelder Straße 1 (Karte)                                            | Um 1820                                                                                         | Orts- und baugeschichtlich von Bedeutung, die Seitenfassade mit Fachwerk-Obergeschoss, strebenreiches Fachwerk, ortsbildprägende Lage im Dorfzentrum. Alter Gasthof mit Biergarten, die Seitenfassade mit Fachwerk-Obergeschoss. Gastraum mit Balkendecke. | 08971349 |
| Direkt Bild zu diesem Denkmal hochladen | Speicher eines Bauernhofes | Eschefelder Straße 3 (Karte)                                            | 19. Jahrhundert                                                                                 | Bau- und wirtschaftsgeschichtlich von Bedeutung, ganz in Fachwerk, ortsbildprägende Lage | 08971350 |
| Direkt Bild zu diesem Denkmal hochladen | Scheune und Seitengebäude eines Dreiseithofes | Eschefelder Straße 17 (Karte)                                           | 19. Jahrhundert                                                                                 | Bau- und wirtschaftsgeschichtlich von Bedeutung, Seitengebäude mit Fachwerk-Obergeschoss, Scheune ganz in Fachwerk. Wohnhaus verändert, daher kein Denkmal. | 08971352 |
|                                         | Torhaus eines Bauernhofes | Wyhraer Weg 1 (Karte)                                                   | Bezeichnet mit 1806                                                                             | Torhaus mit verputztem Fachwerk-Obergeschoss, großer und kleiner Bogen mit Porphyrtuffrahmung und alter Eichenholzbohlenfüllung, dorfbildprägendes Ensemble im alten Ortskern neben der Kirche. Beide Bögen mit Schlussstein, im Schlussstein des großen Tores: Blumenkorb und Datierung 1806. Torhaus mit Fachwerk-Obergeschoss, verputzt, innen sichtbar. Daneben giebelständiges Wohnhaus sehr desolat. Vor dem Torhaus an der Dorfstraße wahrscheinlich altes Backhaus aus Feldstein und Lehm, mit Walmdach, vor 2009 abgebrochen. | 08971335 |
| Direkt Bild zu diesem Denkmal hochladen | Wohnstallhaus eines Dreiseithofes | Wyhraer Weg 7 (Karte)                                                   | Bezeichnet mit 1895                                                                             | Repräsentatives Großbauerngehöft mit gründerzeitlich-spätklassizistischer Fassade, prägend durch erhöhte Lage und reich geschmücktem Giebel. Zwölfachsiger Putzbau, genutet im Erdgeschoss, Stuckbedachung in der ersten Etage. Reich geschmückter fünfachsiger Giebel mit gekuppelten Fenstern, daneben Medaillons, darüber ein Ochsenauge. Sockel aus Porphyrtuff. Eingangstür an der Hofseite mit Sandsteingewände, darüber Inschrift 3. Jahr... erbaut im Jahre 1895. Vor der Giebelseite ehemals Ziergarten, originale eiserne Einfriedung, Einfriedung vor 2009 abgebrochen. | 08971355 |
|                                         | Häuslerhaus | Zum Torbogen 1 (Karte)                                                  | 1. Viertel 19. Jahrhundert                                                                      | Sozialgeschichtlich von Bedeutung, mit Fachwerk-Obergeschoss und Krüppelwalmdach, prägend am Eingang zum Gutsbezirk. Fenster im Erdgeschoss verändert. | 08971341 |
| Weitere Bilder                          | Rittergut Benndorf (Sachgesamtheit) | Zum Torbogen 6, 7, 8, 9, 10, 12, 13, 14, 15, 16, 17, 19, 21, 23 (Karte) | 17.–19. Jahrhundert                                                                             | Sachgesamtheit Rittergut Benndorf, mit folgenden Einzeldenkmalen (08971344): Verwalter- oder Inspektorenhaus (Nr. 21), Brennerei (Nr. 7), Wirtschaftsgebäude neben dem Torhaus (Nr. 6 und Nr. 8), Torhaus (Nr. 9), Orangerie (Nr. 12), Gärtnerhaus (Nr. 16), Scheunen (Nr. 13 und Nr. 15) sowie Gutspark (Gartendenkmal) mit altem Baumbestand, umgebendem Wassergraben mit Brücke, Einfriedungspfeiler des Parks und Wasserbecken (Sachgesamtheitsteile); Barockbauten, Einfriedung des Parks mit alten Sandsteinpfeilern und Wasserbecken aus Porphyrtuff, Zeugnisse der Rittergutsanlage Benndorf, deren Schloss um 1960 abgerissen wurde, orts- und baugeschichtlich von Bedeutung. In der Achse des ehemaligen Schlosses hinter dem Wasserbecken eine Erhöhung, wahrscheinlich ehemaliger Tempel oder ähnliches. Die Brücke in der Achse der ehemaligen Orangerie gelegen, dahinter Teich. | 08971348 |
| Weitere Bilder                          | Verwalter- oder Inspektorenhaus (Nr. 21), Brennerei (Nr. 7), Wirtschaftsgebäude neben dem Torhaus (Nr. 6 und Nr. 8), Torhaus (Nr. 9), Orangerie (Nr. 12), Gärtnerhaus (Nr. 16), Scheunen (Nr. 13 und Nr. 15), Einzeldenkmale der Sachgesamtheit 08971348 | Zum Torbogen 6, 7, 8, 9, 12, 16, 21 (Karte)                             | 1746–1755 (Gutsbrennerei, Torhaus und Ornagierie); 3. Viertel 19. Jahrhundert (Inspektorenhaus) | Einzeldenkmale der Sachgesamtheit Rittergut Benndorf; orts- und regionalgeschichtliche sowie baugeschichtliche Bedeutung, überwiegend Barockbauten. - Verwalter- oder Inspektorenhaus: langgestreckter Putzbau, im Erdgeschoss Putznutung und gekuppelte Bogenfenster, weit vorstehendes Dach, hinterer Teil stark verändert - Brennerei: langgestrecktes Gebäude mit hohem Mansarddach, in der Mitte Zwerchhaus mit Lastenaufzug, im unteren Teil stehende Gauben, im oberen Teil Fledermausgauben, Material Bruchstein - Wirtschaftsgebäude neben dem Torhaus: eingeschossig, drei zum Teil zugesetzte porphyrtuffgerahmte Toreinfahrten, jeweils mit Schlussstein, hohes Krüppelwalmdach - Torhaus: zweigeschossiger Bau mit abgewalmtem Mansarddach, ursprünglich zwei Tordurchfahrten, eine zugesetzt - Orangerie: nach der Gartenseite fünf große Bögen, kleiner Mittelrisalit mit Dreiecksgiebel, Mansarddach, übrige Wirtschaftsgebäude verändert - Gärtnerhaus: freistehend, zweigeschossig mit hohem Mansarddach, an Gartenseite mit stehender Gaube, hofseitig Eingang und kleine Fenster mit Porphyrtuffrahmung, Gartenseite mit großen Fenstern und Putzspiegeln, Bruchstein verputzt, stark desolat - Südlicher Teil der Brennerei (Nummer 11): vor 2009 abgebrochen - Alte Schäferei (Nummer 18, erbaut 1751–1800): desolater Zustand, vor 2009 abgebrochen - Schloss Benndorf: um 1960 abgerissen | 08971344 |

## Tabellenlegende
- Bild: Bild des Kulturdenkmals, ggf. zusätzlich mit einem Link zu weiteren Fotos des Kulturdenkmals im Medienarchiv Wikimedia Commons. Wenn man auf das Kamerasymbol klickt, können Fotos zu Kulturdenkmalen aus dieser Liste hochgeladen werden:
- Bezeichnung: Denkmalgeschützte Objekte und ggf. Bauwerksname des Kulturdenkmals
- Lage: Straßenname und Hausnummer oder Flurstücknummer des Kulturdenkmals. Die Grundsortierung der Liste erfolgt nach dieser Adresse. Der Link (Karte) führt zu verschiedenen Kartendiensten mit der Position des Kulturdenkmals. Fehlt dieser Link, wurden die Koordinaten noch nicht eingetragen. Sind diese bekannt, können sie über ein Tool mit einer Kartenansicht einfach nachgetragen werden. In dieser Kartenansicht sind Kulturdenkmale ohne Koordinaten mit einem roten bzw. orangen Marker dargestellt und können durch Verschieben auf die richtige Position in der Karte mit Koordinaten versehen werden. Kulturdenkmale ohne Bild sind an einem blauen bzw. roten Marker erkennbar.
- Datierung: Baubeginn, Fertigstellung, Datum der Erstnennung oder grobe zeitliche Einordnung entsprechend des Eintrags in der sächsischen Denkmaldatenbank
- Beschreibung: Kurzcharakteristik des Kulturdenkmals entsprechend des Eintrags in der sächsischen Denkmaldatenbank, ggf. ergänzt durch die dort nur selten veröffentlichten Erfassungstexte oder zusätzliche Informationen
- ID: Vom Landesamt für Denkmalpflege Sachsen vergebene, das Kulturdenkmal eindeutig identifizierende Objekt-Nummer. Der Link führt zum PDF-Denkmaldokument des Landesamtes für Denkmalpflege Sachsen. Bei ehemaligen Kulturdenkmalen können die Objektnummern unbekannt sein und deshalb fehlen bzw. die Links von aus der Datenbank entfernten Objektnummern ins Leere führen. Ein ggf. vorhandenes Icon  führt zu den Angaben des Kulturdenkmals bei Wikidata.